# Famille Adams
Ne doit pas être confondu avec La Famille Addams.
Cette page explique l’histoire ou répertorie les différents membres de la famille Adams.

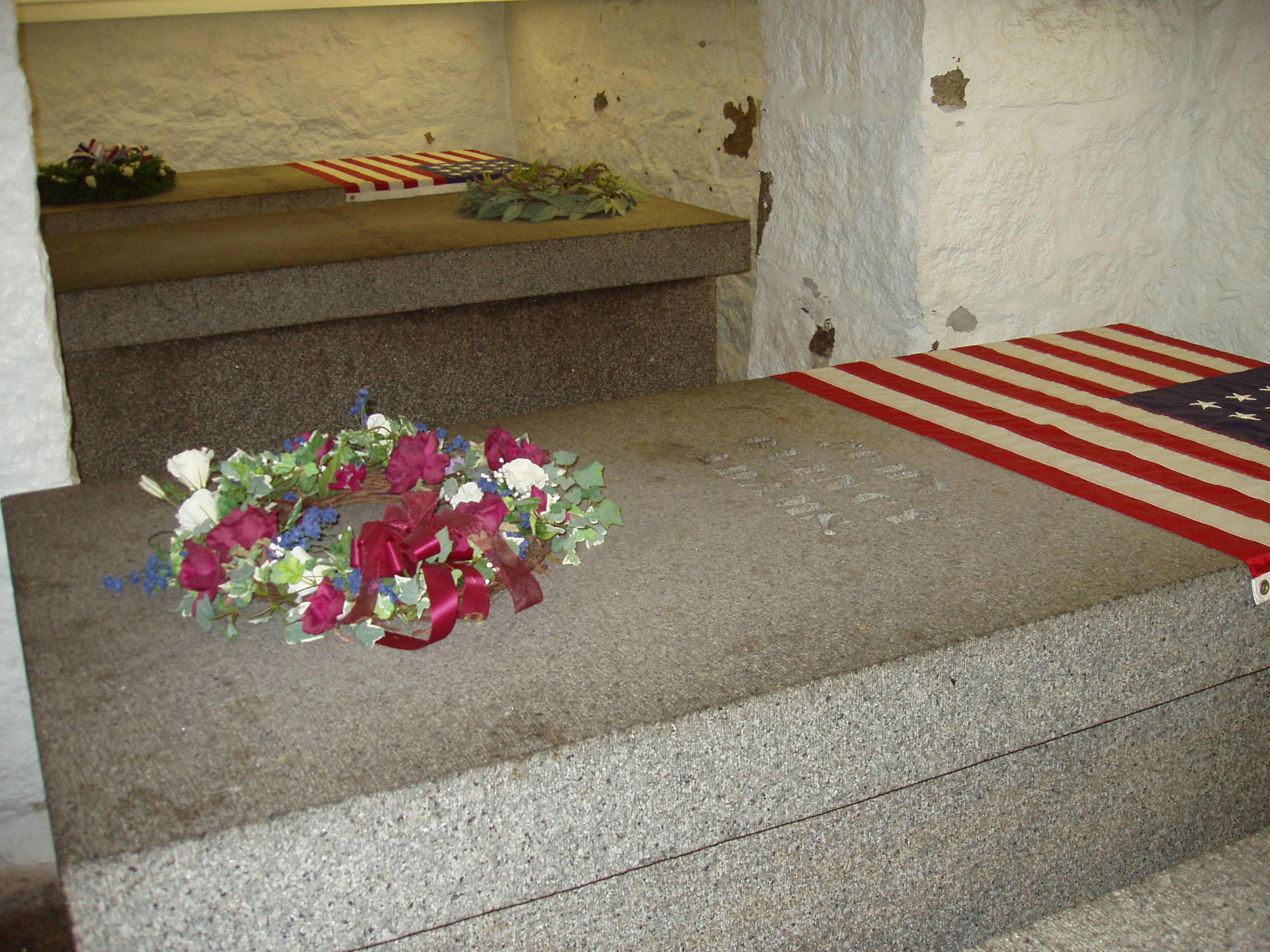
Tombes du président John Adams (gauche) et de John Quincy Adams (droite) avec leurs femmes. Crypte familiale derrière la United First Parish Church, Quincy (Massachusetts).

La famille Adams est une famille très importante de la vie politique aux États-Unis entre la fin du XVIIIe siècle et le début du XXe siècle. Basée dans l'est du Massachusetts, ses membres faisaient partie de la communauté de Brahmane de Boston.
Les présidents John Adams et John Quincy Adams, père et fils, sont de cette famille.

## Personnalités
- Henry Adams (1583–1646), né à Barton St David dans le Somerset, est le premier du clan à immigrer en Nouvelle-Angleterre.

- John Adams, Sr. (en) (1691-1761), arrière petit-fils du précédent.
  - John Adams (1735–1826), deuxième Président des États-Unis. Marié à Abigail Adams (1744–1818), née Smith.
    - John Quincy Adams (1767–1848), sixième Président des États-Unis. Marié à Louisa Adams (1775–1852), née Johnson.
      - George Washington Adams (1801–1829)
      - John Adams II (1803-1834)
      - Charles Francis Adams, Sr. (1807–1886)
        - John Quincy   Adams II (1833–1894)
          - George Caspar Adams (1863–1900)
          - Charles Francis Adams III (1866–1954)
            - Charles Francis Adams IV (1910–1999)

        - Charles Francis Adams, Jr. (1835–1915)
        - Henry Brooks Adams (1838–1918)
        - Brooks Adams (1848–1927)

    - Charles Adams (1770–1800)
    - Thomas Boylston Adams (1772–1832)

  - Elihu Adams (1741–1775)

- Samuel Adams (1722–1803), cousin germain du président John Adams

## Pour approfondir